# Angelo Longoni (calciatore 1933)
Angelo Longoni (Lecco, 17 gennaio 1933 – Lecco, 17 giugno 1993) è stato un allenatore di calcio e calciatore italiano, di ruolo ala.

## Carriera

### Giocatore
Cresciuto calcisticamente nel Lecco, squadra della propria città, venne acquistato a 17 anni dal Milan, società in cui tuttavia non ebbe modo di mettersi in luce, totalizzando solamente 15 presenze e 2 gol in massima serie nell'arco di quattro stagioni.
La sua esplosione avvenne con il trasferimento all'Atalanta, con la quale disputò quasi 200 partite siglando 38 gol, riuscendo anche a guadagnare una presenza in Nazionale. La partita in questione fu quella del 9 dicembre 1956 contro l'Austria, nella quale mise a segno i due gol della vittoria: nonostante questo exploit non venne più richiamato nella Nazionale maggiore.

Longoni (accosciato, primo da destra) nell'unica sua presenza in azzurro, nel 1956.

Dopo sette stagioni con la casacca neroazzurra venne ceduto alla Lazio prima, alla Vis Pesaro in Serie C poi, concludendo la propria carriera in Serie B nelle file del Lecco la stagione successiva.

### Allenatore
È stato successivamente allenatore in Serie C e B con il Lecco Calcio dopo la promozione dalla C nel campionato 1971-1972 di Serie D, allenando tra le altre il Lecco, Crotone, il Giulianova ed il Marsala.

## Statistiche

### Cronologia presenze e reti in nazionale
| Cronologia completa delle presenze e delle reti in nazionale ― Italia | Cronologia completa delle presenze e delle reti in nazionale ― Italia | Cronologia completa delle presenze e delle reti in nazionale ― Italia | Cronologia completa delle presenze e delle reti in nazionale ― Italia | Cronologia completa delle presenze e delle reti in nazionale ― Italia | Cronologia completa delle presenze e delle reti in nazionale ― Italia | Cronologia completa delle presenze e delle reti in nazionale ― Italia | Cronologia completa delle presenze e delle reti in nazionale ― Italia |
| Data                                                                  | Città                                                                 | In casa                                                               | Risultato                                                             | Ospiti                                                                | Competizione                                                          | Reti                                                                  | Note                                                                  |
| --------------------------------------------------------------------- | --------------------------------------------------------------------- | --------------------------------------------------------------------- | --------------------------------------------------------------------- | --------------------------------------------------------------------- | --------------------------------------------------------------------- | --------------------------------------------------------------------- | --------------------------------------------------------------------- |
| 9-12-1956                                                             | Genova                                                                | Italia                                                                | 2 – 1                                                                 | Austria                                                               | Coppa Internazionale 1955-1960                                        | 2                                                                     |                                                                       |
| Totale                                                                |                                                                       | Presenze                                                              | 1                                                                     |                                                                       | Reti                                                                  | 2                                                                     |                                                                       |

## Palmarès

### Giocatore

#### Competizioni giovanili
- Torneo di Viareggio: 2

Milan: 1952, 1953

#### Competizioni regionali
- Promozione: 1

Lecco: 1949-1950

#### Competizioni nazionali
- Campionato italiano: 1

Milan: 1950-1951
- Campionato italiano di Serie B: 1

Atalanta: 1958-1959

#### Competizioni internazionali
- Coppa Latina: 1

Milan: 1950-1951

### Allenatore
- Campionato italiano Serie C: 1

Lecco: 1971-1972